# Івано-Франківський котельно-зварювальний завод
Івано-Франківський котельно-зварювальний завод — державне підприємство з повним циклом виготовлення виробів, великим об'ємом експериментальних та дослідних робіт, і володіє сучасною технологією машинобудування.

## Історія
Створено завод в Івано-Франківську на базі фронтової авторемонтної майстерні для оновлення автомобільної техніки, почав діяти відразу ж після війни, в 1945 році. Спочатку носив назву 63-й котельно-зварювальний завод. Пізніше перейменований в Державне підприємство Міністерства оборони України «63-й котельно-зварювальний завод».
29 грудня 2010 року підприємство виведено з підпорядкування Міністерства оборони України та включено до складу державного концерну «Укроборонпром».
В червні 2019 року Фонд державного майна України включив до переліку малої приватизації 9 підприємств «Укроборонпрому», серед яких і це підприємство.

## Виробництво

### Військова продукція
- польові магістральні трубопроводи ПМТП-100, ПМТП-150, ПМТБ-200;
- трубомонтажні машини МСТ-100, ТУМ-150В, ТММ-200;
- польові складські трубопроводи ПСТ-100Р, ПСТ-150Р;
- пересувні насосні установки ПНУ-100/200М;
- комплекти безпричальної заправки кораблів БЗРК-150;
- польовий заправочний пункт ПЗП-14;
- водонагрівальні котли;
- груповий заправник малих кораблів ГЗМКТ-6-4000.

### Цивільна продукція
- виробництво котлів стравоварильних, автоклавів, балони газові автомобільні, металоконструкції сховищ.